# Пини, Лусила
Лусила Батиста Пини (порт. Lucila Batista Pini; 30 октября 1930, Сан-Паулу — 1974) — бразильская легкоатлетка, выступавшая в беге на короткие дистанции. Участница летних Олимпийских играх 1948 года, чемпионка Южной Америки 1949 года, двукратный серебряный призёр чемпионата Южной Америки 1947 и 1952 годов.

## Биография
Лусила Пини родилась 30 октября 1930 года в бразильском городе Сан-Паулу.
Трижды выигрывала медали чемпионата Южной Америки в эстафете 4х100 метров — серебряные в 1947 году в Рио-де-Жанейро и в 1952 году в Буэнос-Айресе, золотую в 1949 году в Лиме.
В 1948 году вошла в состав сборной Бразилии на летних Олимпийских играх в Лондоне. В беге на 200 метров заняла в четвертьфинале 3-е место, показав результат 27,6 секунды и уступив 0,6 секунды попавшей в полуфинал со 2-го места Филлис Лайтборн с Бермудских Островов. В эстафете 4х100 метров сборная Бразилии, за которую также выступали Бенедикта Оливейра, Мелания Лус и Гертрудес Морг, заняла в полуфинале последнее, 4-е место с результатом 49,12, уступив 1,06 секунды попавшей в финал со 2-го места команде Австралии.
Умерла в 1974 году.

## Личные рекорды
- Бег на 100 метров — 13,2 (1947)[3]
- Бег на 200 метров — 27,6 (1947)[3]